# Prima Categoria Puglia 1960-1961
Il campionato di calcio di Prima Categoria 1960-1961 è stato il V livello del campionato italiano. A carattere regionale, fu il secondo campionato dilettantistico con questo nome dopo la riforma voluta da Zauli del 1958.
Questi sono i gironi organizzati dal Comitato Regionale Pugliese per la regione Puglia.

## Girone A

### Squadre partecipanti
| Club                      | Città                     |
| ------------------------- | ------------------------- |
| U.S. Apricena             | Apricena (FG)             |
| U.S. Audace Cerignola     | Cerignola (FG)            |
| U.S. Corato               | Corato (BA)               |
| Pol. Fulgor               | Molfetta (BA)             |
| U.S. Garganica            | Monte Sant'Angelo (FG)    |
| Pol. Gustavo Ventura      | Bisceglie (BA)            |
| U.S. Lucera               | Lucera (FG)               |
| A.S. Manfredonia          | Manfredonia (FG)          |
| A.S. Margherita           | Margherita di Savoia (FG) |
| Pol. Ortanova             | Orta Nova (FG)            |
| U.S. San Giovanni Rotondo | San Giovanni Rotondo (FG) |
| U.S. Terlizzi             | Terlizzi (BA)             |
| A.C. Trinitapoli          | Trinitapoli (FG)          |
| U.S. Troia                | Troia (FG)                |

### Classifica finale
|  | Pos. | Squadra              | Pt   | G  | V  | N  | P  | GF | GS | DR  |
|  | ---- | -------------------- | ---- | -- | -- | -- | -- | -- | -- | --- |
|  | 1.   | Apricena             | 37   | 24 | 15 | 7  | 2  | 36 | 14 | 22  |
|  | 2.   | Audace Cerignola     | 32   | 24 | 12 | 8  | 4  | 56 | 25 | 31  |
|  | 3.   | Lucera               | 31   | 24 | 14 | 3  | 7  | 48 | 25 | 23  |
|  | 4.   | San Giovanni Rotondo | 29   | 24 | 10 | 9  | 5  | 47 | 25 | 22  |
|  | 5.   | Trinitapoli          | 26   | 24 | 10 | 6  | 8  | 33 | 33 | 0   |
|  | 6.   | Gustavo Ventura      | 25   | 24 | 8  | 9  | 7  | 33 | 28 | 5   |
|  | 7.   | Manfredonia          | 24   | 24 | 10 | 4  | 10 | 44 | 41 | 3   |
|  | 8.   | Monte Sant'Angelo    | 24   | 24 | 10 | 4  | 10 | 36 | 39 | -3  |
|  | 9.   | Ortanova             | 22   | 24 | 7  | 8  | 9  | 22 | 31 | -9  |
|  | 10.  | Troia                | 22   | 24 | 9  | 4  | 11 | 30 | 29 | -1  |
|  | 11.  | Terlizzi             | 16   | 24 | 7  | 2  | 15 | 25 | 49 | 24  |
|  | 12.  | Fulgor Molfetta      | 14   | 24 | 4  | 6  | 14 | 18 | 42 | -24 |
|  | 13.  | Corato               | 10   | 24 | 2  | 6  | 16 | 19 | 65 | -46 |
|  | ---  | Margherita Savoia    | Rit. | -- | -- | -- | -- | -- | -- | --  |

Legenda:

 Ammesso alle finali regionali.
      Retrocesso in Seconda Categoria.
Note:

Due punti a vittoria, uno a pareggio, zero a sconfitta.

## Girone B

### Squadre partecipanti
| Club                 | Città                      |
| -------------------- | -------------------------- |
| A.S.C. Acquaviva     | Acquaviva delle Fonti (BA) |
| U.S. Altamura        | Altamura (BA)              |
| U.S. Bitonto         | Bitonto (BA)               |
| A.S. Casamassima     | Casamassima (BA)           |
| U.S. Giovinazzo      | Giovinazzo (BA)            |
| S.S. Grumese         | Grumo Appula (BA)          |
| U.S. Ideale          | Bari                       |
| A.S.C. La Santermana | Santeramo in Colle (BA)    |
| A.S. Liberty         | Bari                       |
| U.S. Modugno         | Modugno (BA)               |
| A.S. Noicattaro      | Noicattaro (BA)            |
| A.S. Palo            | Palo del Colle (BA)        |
| S.S. Pro Gioia       | Gioia del Colle (BA)       |
| A.S. Valenzano       | Valenzano (BA)             |

### Classifica finale
|  | Pos. | Squadra     | Pt | G  | V  | N | P  | GF | GS | DR  |
|  | ---- | ----------- | -- | -- | -- | - | -- | -- | -- | --- |
|  | 1.   | Liberty     | 39 | 26 | 17 | 5 | 4  | 68 | 25 | 43  |
|  | 2.   | Grumese     | 36 | 26 | 15 | 6 | 5  | 48 | 25 | 23  |
|  | 3.   | Acquaviva   | 35 | 26 | 16 | 3 | 7  | 55 | 34 | 21  |
|  | 4.   | Modugno     | 33 | 26 | 14 | 5 | 7  | 59 | 47 | 12  |
|  | 5.   | Bitonto     | 31 | 26 | 12 | 7 | 7  | 39 | 24 | 15  |
|  | 6.   | Giovinazzo  | 30 | 26 | 12 | 6 | 8  | 61 | 44 | 17  |
|  | 7.   | Altamura    | 26 | 26 | 9  | 8 | 9  | 44 | 59 | -15 |
|  | 8.   | Pro Gioia   | 25 | 26 | 10 | 5 | 11 | 27 | 29 | -2  |
|  | 9.   | Casamassima | 23 | 26 | 7  | 9 | 10 | 36 | 42 | -6  |
|  | 10.  | Noicattaro  | 23 | 26 | 9  | 5 | 12 | 40 | 48 | -8  |
|  | 11.  | Palo        | 21 | 26 | 7  | 7 | 12 | 33 | 40 | -7  |
|  | 12.  | Valenzano   | 17 | 26 | 4  | 9 | 13 | 34 | 53 | -19 |
|  | 13.  | Ideale      | 13 | 26 | 5  | 3 | 18 | 22 | 67 | -45 |
|  | 14.  | Santermana  | 12 | 26 | 4  | 4 | 18 | 33 | 53 | -20 |

Legenda:

 Ammesso alle finali regionali.
      Promosso in Serie D 1961-1962.
      Retrocesso in Seconda Categoria.
Note:

Due punti a vittoria, uno a pareggio, zero a sconfitta.
La Santermana è stata poi riammessa in Prima Categoria.

## Girone C

### Squadre partecipanti
| Club                    | Città                      |
| ----------------------- | -------------------------- |
| U.S. Carosino           | Carosino (TA)              |
| U.S. Crispiano          | Crispiano (TA)             |
| U.S. Folgore            | Brindisi                   |
| A.S. Francavilla        | Francavilla Fontana (BR)   |
| U.S. Italia             | Taranto                    |
| A.C. Locorotondo        | Locorotondo (BA)           |
| A.S. Mesagne            | Mesagne (BR)               |
| A.S. Mola               | Mola di Bari (BA)          |
| A.S. Ostuni             | Ostuni (BR)                |
| S.S. Pro Castellana     | Castellana Grotte (BA)     |
| A.S. Putignano          | Putignano (BA)             |
| U.S. Rutigliano         | Rutigliano (BA)            |
| U.S. San Giorgio Jonico | San Giorgio Jonico (BA)    |
| U.S. San Vito           | San Vito dei Normanni (BR) |

### Classifica finale
|  | Pos. | Squadra            | Pt | G  | V  | N | P  | GF | GS | DR  |
|  | ---- | ------------------ | -- | -- | -- | - | -- | -- | -- | --- |
|  | 1.   | Putignano          | 40 | 26 | 19 | 2 | 5  | 63 | 17 | 46  |
|  | 2.   | Mola               | 38 | 26 | 18 | 2 | 6  | 63 | 24 | 39  |
|  | 3.   | Mesagne            | 33 | 26 | 14 | 5 | 7  | 39 | 20 | 19  |
|  | 4.   | San Vito Normanni  | 31 | 26 | 13 | 5 | 8  | 65 | 29 | 36  |
|  | 5.   | San Giorgio Jonico | 31 | 26 | 14 | 3 | 9  | 43 | 28 | 15  |
|  | 6.   | Pro Castellana     | 31 | 26 | 13 | 5 | 8  | 38 | 29 | 9   |
|  | 7.   | Francavilla        | 28 | 26 | 13 | 2 | 11 | 36 | 35 | 1   |
|  | 8.   | Locorotondo        | 26 | 26 | 11 | 4 | 11 | 30 | 36 | -6  |
|  | 9.   | Carosino           | 23 | 26 | 9  | 5 | 12 | 27 | 42 | -15 |
|  | 10.  | Ostuni             | 22 | 26 | 9  | 4 | 13 | 37 | 43 | -6  |
|  | 11.  | Italia Taranto     | 20 | 26 | 7  | 6 | 13 | 36 | 61 | -25 |
|  | 12.  | Crispiano          | 16 | 26 | 5  | 6 | 15 | 38 | 60 | -22 |
|  | 13.  | Folgore Brindisi   | 16 | 26 | 7  | 2 | 17 | 28 | 55 | -27 |
|  | 14.  | Rutigliano         | 7  | 26 | 3  | 1 | 22 | 11 | 94 | -83 |

Legenda:

 Ammesso alle finali regionali.
      Retrocesso in Seconda Categoria.
Note:

Due punti a vittoria, uno a pareggio, zero a sconfitta.

## Girone D

### Squadre partecipanti
| Club                     | Città          |
| ------------------------ | -------------- |
| U.S. Alezio              | Alezio (LE)    |
| U.S. Antonio Toma Maglie | Maglie (LE)    |
| A.S. Aradeo              | Aradeo (LE)    |
| U.S. Carmiano            | Carmiano (LE)  |
| A.S. Casarano            | Casarano (LE)  |
| U.S. Galatone            | Galatone (LE)  |
| Fiamma Jonica Gallipoli  | Gallipoli (LE) |
| U.S. Juventina Lecce     | Lecce          |
| A.C. Nardò               | Nardò (LE)     |
| A.S. Novoli              | Novoli (LE)    |
| U.S. Pro Italia Galatina | Galatina (LE)  |
| S.S. Racale              | Racale (LE)    |
| A.S. Taviano             | Taviano (LE)   |
| U.S. Trepuzzi            | Trepuzzi (LE)  |

### Classifica finale
|  | Pos. | Squadra                      | Pt | G  | V  | N  | P  | GF | GS | DR  |
|  | ---- | ---------------------------- | -- | -- | -- | -- | -- | -- | -- | --- |
|  | 1.   | Casarano                     | 45 | 26 | 20 | 5  | 1  | 62 | 11 | 51  |
|  | 2.   | Pro Italia Galatina          | 45 | 26 | 21 | 3  | 2  | 74 | 16 | 58  |
|  | 3.   | Galatone                     | 41 | 26 | 18 | 5  | 3  | 51 | 15 | 36  |
|  | 4.   | Nardò                        | 29 | 26 | 9  | 11 | 6  | 34 | 26 | 8   |
|  | 5.   | Juventina Lecce              | 28 | 26 | 10 | 8  | 8  | 33 | 34 | -1  |
|  | 6.   | Toma Maglie                  | 25 | 26 | 8  | 9  | 9  | 29 | 43 | -14 |
|  | 7.   | Novoli                       | 23 | 26 | 8  | 7  | 11 | 24 | 30 | -6  |
|  | 8.   | Taviano                      | 23 | 26 | 9  | 5  | 12 | 21 | 34 | -13 |
|  | 9.   | Fiamma Jonica Gallipoli (-1) | 22 | 26 | 6  | 11 | 9  | 22 | 30 | -8  |
|  | 10.  | Trepuzzi                     | 21 | 26 | 6  | 9  | 11 | 21 | 39 | -18 |
|  | 11.  | Carmiano                     | 20 | 26 | 7  | 6  | 13 | 27 | 49 | -22 |
|  | 12.  | Aradeo                       | 18 | 26 | 5  | 8  | 13 | 27 | 50 | -23 |
|  | 13.  | Alezio                       | 17 | 26 | 7  | 3  | 16 | 31 | 45 | -14 |
|  | 14.  | Racale                       | 7  | 26 | 3  | 1  | 22 | 15 | 67 | -52 |

Legenda:

 Ammesso alle finali regionali.
      Promosso in Serie D 1961-1962.
      Retrocesso in Seconda Categoria.
Note:

Due punti a vittoria, uno a pareggio, zero a sconfitta.
Hanno giocato rispettivamente Vieste e Monte Sant'Angelo due, San Severo una partita in meno.
Il Casarano ha chiuso capolista dopo aver battuto nello spareggio la ex aequo Pro Italia Galatina.
Il Gallipoli è stato penalizzato con la sottrazione di 1 punto in classifica.

### Spareggio per il primo posto in classifica
|          | Risultato |                     | Luogo e data |
| -------- | --------- | ------------------- | ------------ |
| Casarano | 1 - 0     | Pro Italia Galatina | ?, ? 1961    |
|          |           |                     |              |

## Finali per il titolo e la promozione
Liberty e Casarano sono promossi in Serie D, ma non partecipano alle finali interregionali.